# 勒梅尼勒罗格
勒梅尼勒罗格（法語：Le Mesnil-Rogues，法語發音：[lə menil ʁɔɡ]）是法国芒什省的一个市镇，属于库唐斯区。2019年，勒梅尼勒罗格与临近的3个市镇合并为新市镇谢讷河畔加夫赖。

## 地理
勒梅尼勒罗格（48°51'46"N, 1°22'52"W）面积4.78 平方千米，位于法国诺曼底大区芒什省，该省份为法国西北部沿海省份，西、北、东北三面环大西洋，东起顺时针与卡爾瓦多斯省、奧恩省、马耶讷省和伊勒-维莱讷省接壤。
与勒梅尼勒罗格接壤的市镇（或旧市镇、城区）包括：勒梅尼勒阿芒、博尚、埃基伊、勒梅尼勒维勒芒、拉默德拉基耶尔。

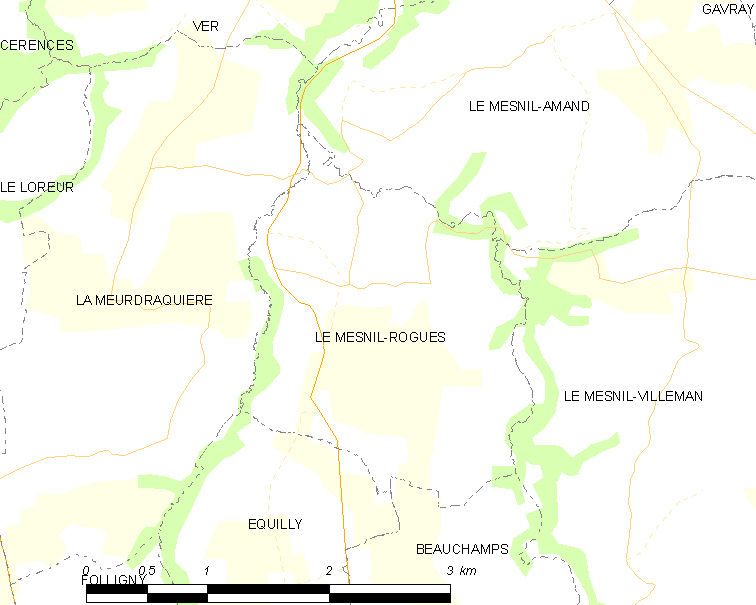
勒梅尼勒罗格的OSM定位图

勒梅尼勒罗格的时区为UTC+01:00、UTC+02:00（夏令时）。

## 行政
勒梅尼勒罗格的邮政编码为50450，INSEE市镇编码为50320。

## 政治
勒梅尼勒罗格所属的省级选区为谢讷河畔凯特勒维尔县。

## 人口

1962-2008年间勒梅尼勒罗格人口变化图示

勒梅尼勒罗格于2018年1月1日时的人口数量为149人。